# الفندق الكبير

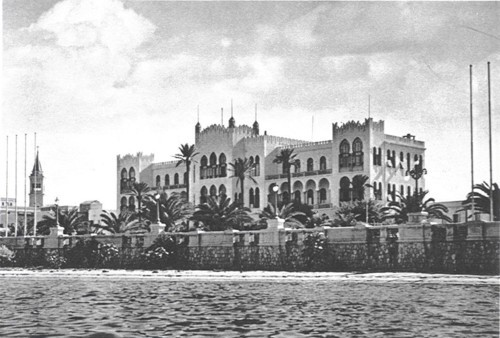
غراند هوتيل طرابلس في أربعينيات القرن العشرين

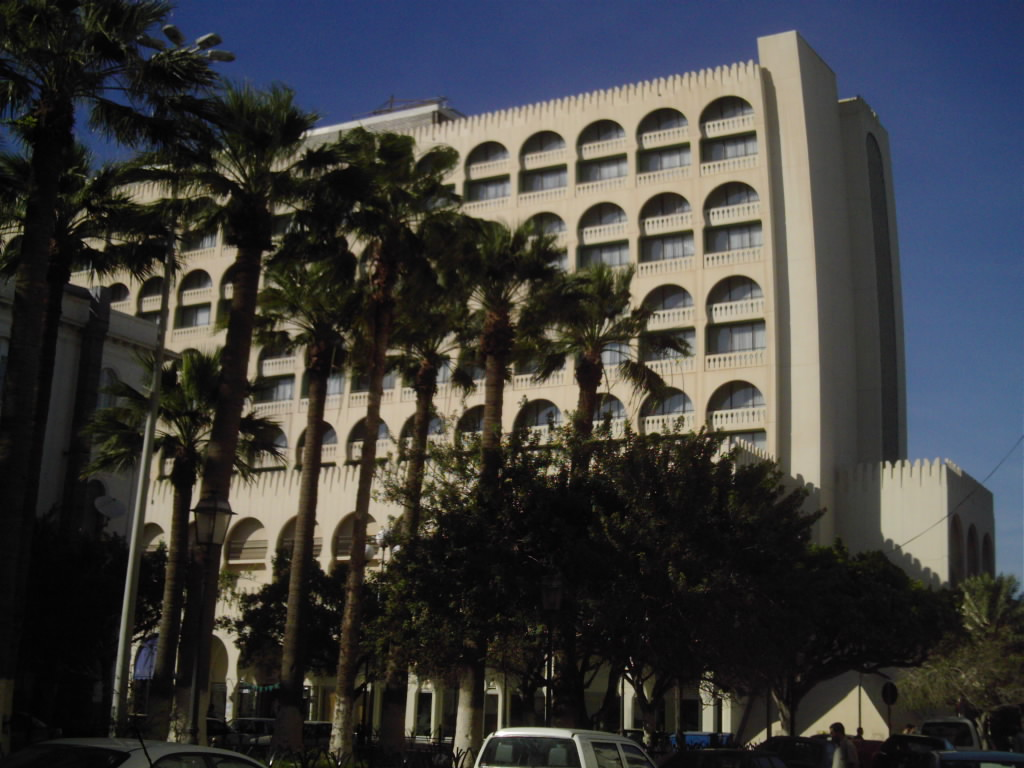
فندق الكبير سنة 2006

الفندق الكبير أو غراند هوتيل "Grand Hotel" في طرابلس يعد هذا الفندق من أقدم الفنادق في العاصمة الليبية. تم إنشائه في عشرينيات القرن العشرين وظل إضافة لفندق الودان أهم فنادق المدينة الذي ينزل فيه زوار المدينة.
يقع الفندق في شارع الفتح على كورنيش المدينة، في السبعينيات صارت ملكية الفندق تابعة لصندوق الضمان الاجتماعي ومن ثم لشركة الضمان للاستثمارات، كما أنه مصنف حاليا من فنادق الأربعة نجوم. تم لاحقا هدم المبنى القديم للفندق ليتم محله في 1982 إنشاء مبنى جديد حوى 434 غرفة وجناح، أنشأته شركة ويكمان تاور وشركاه المحدودة. Wakeman Trower & Partners Ltd.
توقف الفندق عن العمل لسنوات لغرض الصيانة، ولم تنتهِ إلى الآن. لاحقا تعرض المبنى لحريق في الطابق الأخير، وتمكنت الفرق المختصة من إخماد النيران بعد أن منعتها من الوصول إلى أجزاء أخرى.